# Sonic Mania
Sonic Mania (ソニックマニア?, Sonikku Mania) è un videogioco a piattaforme della serie Sonic the Hedgehog sviluppato da Christian Whitehead, da Headcannon e da PagodaWest Games in collaborazione con lo studio giapponese Sonic Team e pubblicato da SEGA. Annunciato al San Diego Comic-Con International del 2016, è il secondo dei tre giochi in occasione del venticinquesimo anniversario della serie (gli altri due sono il livello di Sonic in LEGO Dimensions e Sonic Forces). Il gioco è stato distribuito inizialmente solo in formato digitale per Nintendo Switch, PlayStation 4 e Xbox One il 15 agosto 2017 per poi uscire anche per PC il 29 agosto dello stesso anno.
Durante l'SXSW del 16 marzo 2018, SEGA ha annunciato Sonic Mania Plus, una versione fisica aggiornata del gioco, pubblicata il 17 luglio dello stesso anno, e vede il ritorno di due personaggi della serie: Mighty (da SegaSonic the Hedgehog e da Knuckles' Chaotix) e Ray (apparso una sola volta sempre in SegaSonic the Hedgehog).
In coincidenza con il trentesimo anniversario della serie, Sonic Mania Plus farà parte del catalogo di lancio del nuovo servizio di cloud gaming Amazon Luna, tale servizio renderà il gioco disponibile anche sui dispositivi Amazon Fire TV più recenti. Sempre in occasione dell'anniversario, il gioco base è stato distribuito gratuitamente dal 24 giugno al primo luglio 2021 su Epic Games Store.

## Trama
Sonic Mania si colloca cronologicamente dopo gli avvenimenti di Sonic Generations. Il Dr. Eggman è in depressione, e crea cinque EggRobo. Quando sia lui, sia Sonic e Tails, rilevano una potentissima fonte di potere, il Rubino Fantasma (in originale Phantom Ruby), il malvagio scienziato manda gli EggRobo a recuperarlo mentre i due amici cercano di arrivare primi con il "Tornado", il loro biplano. Tuttavia, nello stesso momento in cui la misteriosa gemma viene recuperata, Sonic e Tails (assieme a Knuckles, che si rilassava vicino a dove si trovavano) vengono attirati dal suo potere che spedisce i tre amici nel tempo e trasformando gli EggRobo in Hard Boiled Heavies - che a causa dell'immenso potere della pietra si sono ribellati al loro creatore e sembrano aver acquisito una volontà propria - ed Eggman (che pianifica di usare la Gemma per incatenare di nuovo Little Planet, apparso in Sonic CD, al mondo di Sonic, per poi recuperare Metal Sonic e dominare il pianetino). Come nei primi giochi della serie, anche qui l'esito dell'avventura è determinato da due finali:
- Finale buono: si potrà sbloccare nel caso in cui Sonic sia riuscito a raccogliere tutti i sette Smeraldi del Caos nascosti nelle zone speciali. In questo finale il Dr. Eggman viene sconfitto da Sonic e cerca di fuggire con il Rubino, ma si imbatte nel Re Heavy, il capo della Hard Boiled Heavies, che glielo ruba per appropriarsi dei suoi poteri. Tuttavia Sonic fa in tempo a trasformarsi in Super Sonic grazie agli Smeraldi e sconfigge sia il Re Heavy (divenuto Re Fantasma a causa del potere del gioiello) sia Eggman, che cerca di riprendersi il Rubino, in un'epica battaglia finale. Successivamente, mentre Sonic e il Rubino Fantasma finiscono in un portale spazio-temporale, Little Planet viene liberato e a seguito di un'implosione, si forma il viso di Sonic nel cielo che fa l’occhiolino a Tails, Knuckles, Mighty e Ray.
- Finale cattivo sbloccabile nel caso in cui Sonic non sia riuscito a raccogliere tutti gli Smeraldi del Caos. In questo finale Sonic e i suoi amici liberano Little Planet dal Dr. Eggman, che tuttavia, dopo i titoli di coda, appare in mezzo alle rovine della sua copertura di metallo mentre sghignazza e gioca con gli Smeraldi. La scena è accompagnata dalla scritta "Try again", come in tutti i giochi classici.

## Personaggi

### Personaggi giocabili
- Sonic the Hedgehog: l'eroe della serie, un riccio blu che può raggiungere la velocità del suono. In questo gioco Sonic ha un nuovo potere: Il Drop Dash, che permette a Sonic, dopo un salto, di scattare rapidamente in avanti sul terreno, come nei giochi più attuali. Grazie agli Smeraldi del Chaos è capace di trasformarsi in Super Sonic.
- Miles "Tails" Prower: il migliore amico di Sonic, una volpe gialla con due code che gli permettono di volare e aiutare Sonic a raggiungere posti alti, ed è utilizzabile in multiplayer (grazie agli Smeraldi del Caos anch'egli può raggiungere la forma Super, diventando Super Tails).
- Knuckles the Echidna: guardiano del Master Emerald, ex-rivale di Sonic e ora suo amico, è un'echidna rosso capace di planare e arrampicarsi. Knuckles può trasformarsi in Super Knuckles attraverso gli Smeraldi del Chaos.

### Personaggi non giocabili
- Dr. Eggman: l'antagonista principale della serie, che cerca continuamente di costruire Eggmanland in diversi posti (il mondo di Sonic o Little Planet). Questa volta per provarci ottiene il Rubino Fantasma, che usa per mandare Sonic e i suoi amici in ogni parte del tempo. Eggman è il boss finale del finale normale e, assieme al Re Heavy, del vero finale.
- Metal Sonic: uno dei principali nemici di Sonic, copia robotica creata da Eggman per sconfiggerlo, boss alla fine della seconda parte del sesto livello. Il suo corpo era rimasto imprigionato e distrutto da Sonic su Little Planet in Sonic CD, ma Eggman è riuscito a ritornare sul pianeta e ripararlo. Dopo aver sfidato Sonic in un'altra gara viene distrutto da un muro di spuntoni. Nella versione aggiornata usa il Rubino Fantasma tramutandosi in Giga Metal Sonic, già comparso in Knuckles' Chaotix.
- Hard Boiled Heavies: cinque EggRobo d'élite che, dopo essere entrati a contatto con il Rubino Fantasma, impazziscono e si ribellano ad Eggman, acquisendo una loro propria volontà. I cinque membri sono il Re Heavy (Heavy King), il capo della squadra ed è uno dei boss finali del finale segreto; l'Heavy Cannoniere (Heavy Gunner), simile ad un poliziotto, boss della prima parte del terzo livello; l'Heavy Shinobi, ninja robot boss della seconda parte del quinto livello; l'Heavy Illusionista (Heavy Magician), robot prestigiatore che si affronta nell'ottavo livello - può illusoriamente assumere l'aspetto dei tre membri del Team Hooligan, ovvero Nack the Weasel, Bark the Polar Bear e Bean the Dynamite; e infine l'Heavy Motociclista (Heavy Rider), robot a bordo di una Motobug e munito di una mazza ferrata - affrontabile solo con Sonic e Tails nell'Atto 2 di Lava Reef Zone, Knuckles affronterà invece il Re Heavy in procinto di rubare il Master Emerald.

## Modalità di gioco
Lo stile di gioco di Sonic Mania si rifà a quello dei primi capitoli di Sonic usciti su Sega Mega Drive, di cui condivide lo stile grafico a 16 bit pur con l'aggiunta di cutscenes animate. La storia del gioco si sussegue nella Modalità Mania in cui il giocatore può scegliere se giocare con Sonic, con Tails o con Knuckles, ognuno dei quali possiede un'abilità, oppure se farsi accompagnare da un secondo personaggio (Tails o Knuckles) che viene controllato dalla CPU. Inoltre sarà possibile raccogliere i classici potenziamenti nascosti dentro dei monitor e si potrà accedere alle zone speciali, grazie a degli anelli speciali nascosti nei livelli, e alle zone bonus, grazie ai checkpoints, ma a condizione che il giocatore abbia raccolto almeno 25 anelli. Nelle zone speciali Sonic deve raggiungere uno Smeraldo del Caos che viene trasportato da un ufo prendendo delle sfere blu e gialle, che aumentano la sua velocità, evitando di cadere fuori dallo stage e facendo attenzione sia agli ostacoli che ai suoi anelli che diminuiscono lentamente. Le zone bonus, invece, sono le stesse di Sonic the Hedgehog 3 e, se completate, consentiranno al giocatore di sbloccare funzioni aggiuntive. Si potrà anche giocare in multiplayer alle modalità Competizione e Time Attack.
Il duello finale nel livello Chemical Plant parte 2 è uno scontro come in Dr. Robotnik's Mean Bean Machine.

### Livelli
In questo gioco sono presenti 12 livelli più uno segreto, sbloccabile raccogliendo tutti gli Smeraldi del Caos, per cui 13 livelli in tutto (otto sono versioni rimasterizzate e riadattate, e cinque originali), divisi in due parti dette "Atti", come già in Sonic the Hedgehog 3 e Sonic & Knuckles, fatta eccezione per il tredicesimo. Alla fine di ogni atto vi è una battaglia boss; nel primo si affrontano dei mini-boss, che consistono in dei robot costruiti da Eggman o uno degli Hard Boiled Heavies, e nel secondo il boss vero e proprio - Eggman alla guida di uno dei suoi macchinari o un altro Hard Boiled Heavy. Per sbloccare il tredicesimo livello è necessario aver raccolto tutti e sette gli Smeraldi del Caos e aver sconfitto Eggman nell'ultimo livello usando Sonic (infatti con Tails e Knuckles l'avventura terminerà al livello 12).
Dei 13 livelli, si notano: Green Hill tratto da Sonic the Hedgehog, Chemical Plant e Oil Ocean già apparsi in Sonic the Hedgehog 2, Hydrocity di Sonic the Hedgehog 3, Stardust Speedway e Metallic Madness di Sonic CD (tuttavia la prima parte del livello Stardust Speedway appare diversa perché lo spazio - tempo viene deformato dai poteri del Rubino Fantasma) e Flying Battery e Lava Reef di Sonic & Knuckles. I livelli maggiormente apprezzati dai fan risultano essere i nuovi Studiopolis e Mirage Saloon.

## Sviluppo
Lo sviluppo di Sonic Mania iniziò nel 2015, condotto dal programmatore di Christian Whitehead. Whitehead era un membro prominente della community dei fangame della serie e per conto di Sega aveva realizzato i porting di Sonic the Hedgehog, Sonic 2 e Sonic CD per dispositivi mobili. Dopo qualche mese di programmazione, Whitehead presentò un prototipo chiamato Sonic Discovery a Takashi Iizuka. Iizuka fu ricettivo e suggerì di aggiungere vecchi livelli dai primi titoli (ai quali era ispirato), "rivisitati" affinché sembrassero nuovi. Propose anche il titolo di lavorazione Sonic Mania, rimasto per il prodotto finale dato che nessuno ne suggerì di migliori. Il titolo è riferito ai "maniacali" produttori fan della serie; Iizuka descrisse il progetto fatto "dai fan per i fan" (by the mania, for the mania) e "prodotto dalla passione" guidato dall'amore di essi per i primi titoli.
Sonic Mania è stato prodotto per festeggiare il 25º anniversario della serie con il Retro Engine di Whitehead, un motore grafico realizzato appositamente per i giochi 2D, già usato per i porting di Sonic the Hedgehog, Sonic 2 e Sonic CD. Al team si è aggiunto il programmatore Simon "Stealth" Thomley dello studio indipendente Headcannon, che ha aiutato Whitehead a tali progetti, a fangame e ROM hack, e il level designer Jared Kasl e art director Tom Fry di PagodaWest Games, il quale aveva contribuito al remaster in alta definizione non ufficiale di Sonic 2. Tantalus Media ha collaborato per il porting su Nintendo Switch. Iizuka e il resto del Sonic Team ha fornito indicazioni e si è assicurato che il team non "andasse fuori dai binari in qualcosa che non sapesse di Sonic". Iizuka descrisse la grafica un incrocio tra le capacità del Mega Drive e del Sega Saturn, comprendente principalmente pixel art e un pizzico di grafica poligonale.
Gli autori hanno usato come riferimento il gameplay di Sonic 3, con boss al termine di ogni zona. Per i livelli riutilizzati, i designer hanno reso il primo atto familiare e introdotto elementi nuovi nel secondo.

## Musiche
Le musiche del gioco sono state composte da Tee Lopes e mixate da Falk Au Yeong. A settembre 2017 sono state pubblicate su vinile a 180g in tre edizioni.

### Lato A
Testi e musiche di Tee Lopes.
1. Discovery – 0:18
2. Lights, Camera, Actionǃ – 3:08
3. Wildstyle Pistolero – 2:12
4. Tabloid Jargon – 2:38
5. Danger on the Dance Floor – 2:07
6. Built to Rule – 2:29
7. Dimension Heist – 2:36
8. Ruby Delusions – 2:19

### Lato B
1. Comfort Zone – 1:33
2. Prime Time – 2:25
3. Blossom Haze – 2:11
4. Rogues Gallery – 2:29
5. Hi-Spec Robo Goǃ – 1:48
6. Skyway Octane – 2:13
7. Steel Cortex – 3:09
8. Ruby Illusions – 2:16

## Sonic Mania Plus / Encore
Sonic Mania Plus (ソニックマニア・プラス?, Sonikku Mania Purasu) è un'edizione aggiornata di Sonic Mania pubblicata a luglio 2018 e distribuita sia come copia fisica che in formato digitale scaricabile. In alcune versioni, come su Steam e Epic Games Store il gioco base ha un DLC chiamato Encore che include gli stessi contenuti della versione Plus
Questa versione Plus o Encore introduce altri due personaggi giocabili:
- Mighty the Armadillo: amico di Sonic, è un armadillo rosso forzuto. Il suo potere è l'Hammer Drop, simile al Drop Dash di Sonic ma con la possibilità di distruggere i punti fragili. Anche lui può usare il potere degli Smeraldi trasformandosi in Super Mighty.
- Ray the Flying Squirrel: il migliore amico di Mighty, è uno scoiattolo volante capace di eseguire impennate e picchiate in volo. Può trasformarsi in Super Ray.

### Modalità Bis
Sonic torna ad Angel Island tramite il Rubino Fantasma dopo la sua ultima avventura. Attraversata la zona, trova Ray e Mighty intrappolati in una capsula: Dopo averli liberati, il giocatore deve scegliere con chi allearsi, dopodiché si scopre che l'Heavy Illusionista aveva assunto le sembianze dell'altro e raggiunge gli Hard Boiled Heavies distrutti per ripristinarli trasportando tutti a Green Hill Zone. Si comincia così a ripercorrere gli stessi livelli della Modalità Mania fino alla Titanic Monarch Zone ottenendo due finali.
- Finale falso: si sblocca se il giocatore non ha raccolto tutti gli Smeraldi del Caos. Dopo aver sconfitto Eggman, il Re Heavy si impossessa del Rubino e lo si potrà vedere giocare con gli Smeraldi insieme alla scritta Try Again.
- Finale vero: sbloccabile se il giocatore ha raccolto tutti gli Smeraldi del Caos. Dopo aver sconfitto Eggman, il Rubino genera un portale che comincia a distruggere i dintorni. Mentre il dottore tenta la fuga, i cinque eroi usano il potere degli Smeraldi per scappare gettando Eggman nel portale. Dopodiché si recano alla gelateria di Mirage Saloon Zone e vengono colti di sorpresa dal Re Heavy. In quel momento viene scattata una foto in seppia con la scritta You're Too Cool!

### Cambiamenti dalla versione originale
- È stata aggiunta la Modalità Bis, che inizia dal termine di Sonic Forces e ha due finali. A differenza della Modalità Mania si possono utilizzare tutti i cinque personaggi, due alla volta.[22]
- La modalità Competizione permette di giocare in quattro.[22]
- La modalità Attacco al Tempo ha l'opzione di registrare i replay. Una volta salvato lo si può riguardare e anche sfidare.[22]
- Mighty e Ray sono stati aggiunti come personaggi giocabili.[22]
- È stato aggiunto un artbook di 32 pagine.[22]
- La custodia della copia fisica ha una cover reversibile con scritto Sega Mega Drive.[22]

## Altri media
Sonic Mania Adventures è una miniserie animata del 2018, composta da cinque episodi più uno natalizio, tutte in stile anime, che si colloca dopo il termine del gioco Sonic Forces.

## Accoglienza
| Testata                        | Versione      | Giudizio |
| ------------------------------ | ------------- | -------- |
| Metacritic (media al 07/09/21) | PC            | 84/100   |
| Metacritic (media al 07/09/21) | Playstation 4 | 86/100   |
| Metacritic (media al 07/09/21) | N.Switch      | 86/100   |
| Metacritic (media al 07/09/21) | Xbox ONE      | 83/100   |
| OpenCritic (media al 07/09/21) | varie         | 87/100   |
| Attack of the Fanboy           | Playstation 4 | [ 25 ]   |

Sonic Mania è stato accolto in maniera positivaː da parte di Metacritic ha ricevuto 86% per le versioni Switch e PS4
, mentre da GameRankings ha ricevuto 87,02% basato su 40 recensioni, diventando il gioco di Sonic più apprezzato su Metacritic davanti a Sonic Adventure. Sonic the Comic-Online ha assegnato un 93/100 elogiandolo per la classicità ma rimanendo delusi per le poche zone nuove e alcune che se giocate con Tails diventano troppo facili. Marco Esposto di IGN lo trovò come un gigantesco omaggio al Sonic che fu, considerandolo praticamente un must per i nostalgici che cercavano qualità nel gameplay, mentre la rivista Rolling Stone lo considerò come una delle migliori esperienze legate alla mascotte SEGA degli ultimi 20 anni. Brady Langmann, Dom Nero e Cameron Sherrill di Esquire lo classificarono come il secondo migliore gioco della serie.
Il gioco ha anche goduto di un buon successo commerciale, vendendo ben 1 milione di copie ad aprile 2018.